# Georgi Slavkov
Georgi Slavkov (bulharsky Георги Славков; 11. dubna 1958 Musomišta – 21. ledna 2014 Plovdiv) byl bulharský fotbalista, který nastupoval především na postu útočníka. Za bulharskou fotbalovou reprezentaci hrál v letech 1978–1983, nastoupil k 37 zápasům, v nichž vstřelil 11 branek.

## Klubová kariéra
V sezóně 1980/81 nastřílel v dresu Trakie Plovdiv (dnes Botev Plovdiv) 31 ligových branek, čímž se stal nejen nejlepším střelcem tohoto ročníku bulharské ligy, ale zajistilo mu to i trofej Zlatá kopačka pro nejlepšího ligového střelce Evropy. Byl dvojnásobným mistrem Bulharska, v obou případech s CSKA Sofia (1979/80, 1982/83). Byl též trojnásobným vítězem bulharského poháru, v sezóně 1980/81 jej získal s Trakií Plovdiv, poté ještě dvakrát s CSKA Sofia (1982/83, 1984/85). Hrál též za francouzský klub AS Saint-Étienne a portugalský GD Chaves. Zemřel v 55 letech na srdeční infarkt.